# Jessica Hynes
Jessica Hynes, née le 30 octobre 1972 à Lewisham, est une actrice britannique.

## Biographie
Bien qu'étant native de Londres, Stevenson a grandi dans la ville de Brighton.
Adolescente, à l'âge de 15 ans, elle rejoint le National Youth Theatre et débuta au cinéma, en 1993 dans le film The Baby of Mâcon, dans lequel elle joue la première sage-femme.
En 1998, elle obtient un rôle dans la sitcom The Royle Family et en 1999, elle crée la sitcom Les Allumés avec Simon Pegg.
En 2005, elle obtient le rôle principal dans la sitcom According to Bex et est choisie pour interpréter Mafalda Hopkirk dans Harry Potter et l'Ordre du Phénix.
Stevenson a d'ailleurs gagné deux British Comedy Awards, pour ses performances dans Les Allumés, en 1999 et en 2001 et fut nommée lors d'une remise des Olivier Awards.
Aujourd'hui, Jessica Stevenson est mariée à Adam Hynes avec qui elle a eu trois enfants, nés en 1998, en 2003 et en 2006.

## Filmographie
- 1993 : Swing Kids
- 1999 : Les Allumés (Spaced), série télé.
- 2000 : Born Romantic
- 2000 : Tomorrow La Scala
- 2002 : Pure
- 2004 : Shaun of the Dead
- 2004 : Bridget Jones : L'Âge de raison (Bridget Jones: The Edge of Reason)
- 2006 : Confetti
- 2006 : Four Last Songs
- 2007 : Doctor Who : Joan Redfern (épisodes La Famille de sang et Smith, la Montre et le Docteur)
- 2007 : Magicians
- 2007 : Harry Potter et l'Ordre du Phénix (Harry Potter and the Order of the Phoenix)
- 2008 : Le Fils de Rambow (Son of Rambow)
- 2009 : Doctor Who : petite fille de Joan Redfern (épisode La Prophétie de Noël)
- 2011 : Cadavres à la pelle : Mme Hare
- 2011-2012 : Twenty Twelve (série télévisée) : Siobhan Sharpe
- 2014 : W1A (série télévisée) : Siobhan Sharpe
- 2016 : Hooten and the Lady (série télévisée) : Ella Bond
- 2017 : Paddington 2
- 2019 : Years and Years (série télévisée) : Edith Lyons
- 2022 : Mood : Laura, la mère de Sasha
- 2024 : Paddington au Pérou (Paddington in Peru) de Dougal Wilson : Miss Kitts
- 2025 : Death of a Unicorn d'Alex Scharfman

## Distinctions

### Récompenses
- Royal Television Society Awards 2013 : meilleure performance comique pour Twenty Twelve

### Nominations
- British Academy Television Awards 2013 : meilleure performance féminine dans un rôle comique pour Twenty Twelve